# 袁国映
袁国映（1939年10月—），甘肃省张掖人，新疆维吾尔自治区环境保护科学研究所（院）研究员，中国共产党党员，享受国务院政府特殊津贴专家，新疆环境保护事业的带头人。主要研究方向为干旱区生态环境研究和保护、野生动植物研究和保护。1962年毕业于兰州大学地质地理系自然地理专业，袁国映毕业后前往新疆维吾尔自治区，就职于中国科学院新疆分院现生态与地理研究所。1978年，调至新疆环境保护科学研究所（院）工作，任副所长。兼任中国生态学会第四、五、六、七届理事会理事，第七届理事会常务理事。现为新疆环境保护科学研究院荣誉理事长。
袁国映主持参与过超过30项野外考察或科学研究项目。出版过专著约30部。2001年，袁国映成为首位穿越撒哈拉沙漠腹地的中国人。袁国映同时也对“喀纳斯湖水怪”、“野人”有所研究。

## 生涯

### 早年生活
民国二十八年（1939年）10月，袁国映出生于甘肃省张掖县。中学时期，袁国映进入甘肃省立张掖中学就学。考大学时，袁国映本欲报考北京航空学院，不过最终进入兰州大学地质地理系自然地理专业就读。1962年袁国映从兰州大学毕业，填写分配志愿时，袁国映选择了新疆、西藏或服从分配，最终被分配至中国科学院新疆分院生物土壤研究所（原文如此），从事土壤地理等工作。

### 开始环保生涯
1969年，中国科学院新疆分院生物土壤研究所“三废”（废水、废气、废渣）综合利用研究组成立，袁国映为研究组成员之一，其工作方向也转向三废污染治理。次年，新疆维吾尔自治区综合利用办公室成立，袁国映借调至此，调查和报告新疆工业企业污染情况和“三废”综合利用情况。彼时，水磨河沿岸建有大量工厂，这些工厂将未经处理的污水排入水磨河河道。于是，袁国映往返于水磨河流域涉及到的乌鲁木齐市与昌吉州米泉县之间，实地调研多家企业，出具水质调查报告。1973年，袁国映又与安装公司工人等合作制造新疆首台“双旋风除尘器”，并在东风锅炉厂完成实验。同年，袁国映与同事徐锦峰基于调查和整理，撰写《乌鲁木齐大气污染的地理特征及其防治意见》一文。另外，袁国映在此期间在无氰电镀、民用石油液化气、煤矿废渣利用等方面亦有贡献。
1976年，袁国映连通新疆维吾尔自治区林业局总工程师王明达等人向新疆维吾尔自治区革命委员会提出在新疆建立自然保护区的建议，并提出首批建立天山天池、喀纳斯湖、巴音布鲁克、托木尔峰、布尔根河五处自然保护区。

### 考察与研究
1978年，袁国映从中国科学院新疆分院调出，参与新疆环境保护科学研究所的创建工作。同年6月，袁国映参加中国科学院自然资源综合考察委员会组织的天山山脉托木尔峰综合科学考察，主要考察掌握当地污染物的分布、迁移、富集的规律等特征。以此次科学考察为基础，袁国映撰写《托木尔峰地区环境中的重金属》等研究论文。1980年到1982年，袁国映等人考察、研究了吐鲁番盆地、天山天池的土壤背景值，并参与《新疆吐鲁番、天池土壤元素背景值研究》论文集的编纂工作。1984年，袁国映参与新疆维吾尔自治区国土局组织的穿越塔克拉玛干沙漠综合科学考察。1985年，袁国映带领新疆维吾尔自治区环境保护科研所的科考队前往哈纳斯国家级自然保护区考察。考察期间，科考队遇到数十只红鱼，其中最大头宽超过1米，身长超过10米，疑似“喀纳斯湖水怪”。袁国映等人判断其为哲罗鲑。
1985年到1991年，袁国映带领新疆环境保护研究所、石河子环保局等单位的科研人员，与德国柏林工业大学以屈喜乐（德語：Johannes Küchler）为首的考察团合作，考察玛纳斯河的生态环境资源。1987年，袁国映为首的研究组开始对筹建20年的呼斯台库里水库进行环境影响评价。但由于该水库设计修建于巴音布鲁克自然保护区的核心区内，为避免破坏生活于此天鹅的栖息地，袁国映没有让该水库建设项目通过环境影响评价。天鹅的栖息地以及巴音布鲁克天鹅湖、开都河九曲十八弯等景点得以保留。1991年10月起，袁国映被选为中国生态学会第四、五、六、七届理事会理事，第七届理事会常务理事。1993年，新疆维吾尔自治区生态学学会成立，袁国映任第一、二届秘书长，第三届理事长。

### 找寻野骆驼
袁国映对野双峰驼的保护缘起于1994年9月在蒙古国召开的中亚持续发展国际会议。与会期间，袁国映与长期关注野双峰驼的联合国环境规划署官员约翰·海尔相识，约翰·海尔表达了前往中国考察野双峰驼近况的愿望。1995年4月，袁国映和约翰·海尔带领着科学考察团前往罗布泊，开始第一次找寻野双峰驼的行程。考察团首次找寻到野双峰驼的踪迹则是在一个月后，在库姆塔格沙漠边缘的一处半枯死梭树林中，找到刚刚降生的骆驼幼崽和其母亲。此后，袁国映历时5年，先后6次，行程约3.6万千米考察中国境内野双峰驼的分布和数量情况。1998年，中亚持续发展国际会议在乌鲁木齐市召开。袁国映在会上作了关于野骆驼保护问题的发言，并引起了全球环境基金等组织的重视。在全球环境基金等组织的支持下，原阿尔金山野骆驼自然保护区扩界更名为阿尔金山-罗布泊双峰野骆驼保护区，并增加检查站、设备、人员。2003年，自然保护区升级为新疆罗布泊野骆驼国家级自然保护区。此后，袁国映又至少4次前往罗布泊。

### 退休以后
1999年，袁国映退休。进入21世纪后，出于为保护野双峰驼筹集资金等原因，野骆驼保护基金会组织考察队对撒哈拉沙漠的科学考察。考察队最多有来自七国15个人组成，最终抵达终点的有6人，袁国映是其中唯一的中国人，也是完成全部行程的队员之一。2001年10月，考察队从尼日利亚库卡瓦出发，途径尼日尔等国家，行程2300余千米，历经100天，于次年2月抵达的利比亚的黎波里。此次考察共采集超过180份岩石、沙样、动植物等环境标本、超过20小时的摄像资料、超过80胶卷的照片。2004年，袁国映组织前往塔城地区巴尔鲁克山对被称为“大头小毛人”的野人进行考察，访问见证者并考察现场。
随着年龄增加，袁国映参与到实地考察的时间减少，将精力主要放在编撰生态环境变迁和保护的书籍之中。同时，袁国映也会参加社会各界举办的报告会和讲座，到2019年参加近百次。

## 研究成果
袁国映主持并参加过超过20余项野外考察，10余项科研项目，其中包括对新疆境内至少8个自然保护区的考察和规划，为新疆自然保护区的建设创造条件。编撰、主编、与人合著包括《新疆野生动物》（新疆人民出版社，1987年）、《新疆脊椎动物简志》（新疆人民出版社，1991年）、《2000年的世界新物种 野双峰驼》（新疆青少年出版社，2001年）、《新疆自然保护区》（新疆科学技术出版社，2006年）、《水怪》（新疆美术摄影出版社，2011年）、《新疆生物多样性》（新疆科学技术出版社，2012年）等在内的专著近30部。发表论文、文章超过260篇。袁国映还为政府和有关部门提出过超过30项决策建议并参与多项建设项目的环境影响评价。